# Лару (Огайо)
Лару (англ. LaRue) — селище (англ. village) в США, в окрузі Меріон штату Огайо. Населення — 676 осіб (2020).

## Географія
Лару розташований за координатами 40°34′41″ пн. ш. 83°22′56″ зх. д. / 40.57806° пн. ш. 83.38222° зх. д. (40.578102, -83.382124).  За даними Бюро перепису населення США в 2010 році селище мало площу 1,24 км², уся площа — суходіл.

## Демографія
Згідно з переписом 2010 року, у селищі мешкало 747 осіб у 291 домогосподарстві у складі 202 родин. Густота населення становила 603 особи/км².  Було 327 помешкань (264/км²).
Расовий склад населення:
| - 94,9 % — білих - 0,3 % — чорних або афроамериканців - 0,1 % — корінних американців - 2,5 % — осіб інших рас |

До двох чи більше рас належало 2,1 %. Частка іспаномовних становила 3,7 % від усіх жителів.
За віковим діапазоном населення розподілялося таким чином: 25,4 % — особи молодші 18 років, 57,1 % — особи у віці 18—64 років, 17,5 % — особи у віці 65 років та старші. Медіана віку мешканця становила 39,8 року. На 100 осіб жіночої статі у селищі припадало 95,5 чоловіків;  на 100 жінок у віці від 18 років та старших — 98,2 чоловіків також старших 18 років.
Середній дохід на одне домашнє господарство  становив 40 225 доларів США (медіана — 31 842), а середній дохід на одну сім'ю — 48 815 доларів (медіана — 41 667). За межею бідності перебувало 37,4 % осіб, у тому числі 74,5 % дітей у віці до 18 років та 11,3 % осіб у віці 65 років та старших.
Цивільне працевлаштоване населення становило 210 осіб. Основні галузі зайнятості: виробництво — 34,3 %, освіта, охорона здоров'я та соціальна допомога — 18,6 %, транспорт — 10,0 %, мистецтво, розваги та відпочинок — 7,6 %.